# Châteaudun (Adelsgeschlecht)
Châteaudun ist ein französisches Adelsgeschlecht. 

## Geschichte
Die Familie tritt als Vicomtes de Châteaudun erstmals Ende des 10. Jahrhunderts auf. 1058 erbte sie die Grafschaft Mortagne, die später in Grafschaft Perche umbenannt wurde.
Nach einer Erbteilung zu Beginn des 12. Jahrhunderts starb die ältere Linie der Grafen von Perche 1226 aus, die mittlere Linie der Vizegrafen von Châteaudun erlosch ein halbes Jahrhundert später. Mit dem Aussterben der jüngsten Linie, der Linie der Herren von Montfort-le-Rotrou 1291 erlosch das gesamte Haus Châteaudun.
Die bekanntesten Familienmitglieder sind Graf Rotrou I. von Perche, der Schwiegersohn des englischen Königs Heinrich II. und Graf Geoffroy III. von Perche, der Schwiegersohn Heinrichs des Löwen.

## Stammliste (Auszug)

### Die Vizegrafen von Châteaudun bis 1080
1. Geoffroy I. († kurz nach 986), 967 Vizegraf von Châteaudun
  1. Hugues I. († 10. Juni 1026), 989/1003 Vizegraf von Châteaudun, 1005 Erzbischof von Tours
  2. Adelandos (Alo), 996-1001 Herr von Chinon

1. Geoffroy II. († ermordet 1039/40 vor der Kathedrale von Chartres), Nepos von Erzbischof Hugues I., 1004 Vizegraf von Châteaudun; ⚭ Helvis oder Elisabeth, Tochter des Fulcuich, Graf von Corbon (später Grafschaft Mortagne)
  1. Hugues II. (1007–29/um 1039/40 bezeugt), Vizegraf von Châteaudun,
  2. Rotrou († 7. März wohl 1080), um 1039 Vizegraf von Châteaudun, 1058 Graf von Mortagne; ⚭ Adeliz (um 1060 bezeugt), Tochter des Guérin de Bellême (Haus Bellême)
    1. Geoffroy II. († Mitte Oktober 1100), kämpfte 1066 in der Schlacht von Hastings, um 1080 Graf von Mortagne, nach 1080 1. Graf von Le Perche; ⚭ Beatrix de Roucy († 2. September nach 1129), Tochter von Hilduin, Graf von Roucy; → Nachkommen siehe unten, Die Grafen von Perche
    2. Hugues III. (um 1077 bezeugt), um 1080 Vizegraf von Châteaudun; → Nachkommen siehe unten, Die Vizegrafen von Châteaudun ab 1080
    3. Rotrou (um 1060/um 1077 bezeugt), um 1100 Herr von Montfort-le-Rotrou; → Nachkommen † 1291

### Die Grafen von Perche
1. Geoffroy II. († Mitte Oktober 1100), kämpfte 1066 in der Schlacht von Hastings, um 1080 Graf von Mortagne, nach 1080 1. Graf von Le Perche; ⚭ Beatrix de Roucy († 2. September nach 1129), Tochter von Hilduin, Graf von Roucy; → Vorfahren siehe oben, Die Vizegrafen von Châteaudun bis 1080
  1. Rotrou III. (X 6. (oder 8.) Mai 1144), 1100 oder 1101 Graf von Le Perche, 1126 Herr von Bellême; ⚭ I) NN; ⚭ II) Mahaut († 25. November 1120 beim Untergang des White Ship), Tochter des Heinrich I., König von England; ⚭ III) Hawise († 13. Januar vor 1152), Tochter des Walter FitzEdward of Salisbury (Erstes Haus Salisbury), sie heiratete in zweiter Ehe Robert den Großen († 1188), Graf von Dreux und Le Perche (Haus Frankreich-Dreux)
    1. (I) Béatrice; ⚭ Renaud IV., Herr von Château-Gontier
    2. (II) Philippa, um 1120 bezeugt; ⚭ Hélie d’Anjou († 15. Januar 1151), Graf von Maine (Haus Château-Landon)
    3. (III) Rotrou IV. (X 27. Juli 1191 bei der Belagerung von Akkon), 1158 Herr von Bellême, 1180 Graf von Le Perche; ⚭ vor 1160 Mahaut de Blois, Tochter des Theobald IV., Graf von Blois (Haus Blois)
      1. Geoffroy III. († 1202), 1191 Graf von Le Perche; ⚭ I) Mathilde; ⚭ II) Mathilde von Sachsen, Tochter von Heinrich dem Löwen, Herzog von Sachsen und Bayern, sie heiratete in zweiter Ehe Enguerrand III. de Coucy (Haus Boves)
        1. (I) Thomas (X 20. Mai 1217 vor Lincoln), 1202 Graf von Le Perche; ⚭ Hélissende de Rethel († vor 1234), Herrin von Perthes und Tangon, Tochter des Hugo II., Graf von Rethel

      2. Étienne (X 14. April 1205), 1204 Titularherzog von Philadelphia
      3. Rotrou († 10. Dezember 1201), 1196 Bischof von Châlons
      4. Henri, Vizegraf von Mortagne
      5. Guillaume († 18. Februar 1226), 1216 Bischof von Châlons, 1217 Graf von Le Perche

  2. Julienne (1109 bezeugt, † nach 1122); ⚭ 1091 Gilbert († wohl 1118), Herr von L’Aigle (Haus l’Aigle)
    1. Marguerite; ⚭ García Ramírez, König von Navarra (Haus Jiménez)

  3. Marguerite (1125/56); ⚭ Henry de Beaumont († 1119), 1. Earl of Warwick (Haus Beaumont)
  4. Mahaut; ⚭ Raymond I., Vizegraf von Turenne (Haus Comborn)

### Die Vizegrafen von Châteaudun ab 1080
1. Hugues III. (um 1077 bezeugt), um 1080 Vizegraf von Châteaudun; → Vorfahren siehe oben, Die Vizegrafen von Châteaudun bis 1080
  1. Mahaut; ⚭ I) Robert, Vicomte de Blois († vor 1103); ⚭ II) um 1105 Geoffroy Grisegonelle, († 1145) Graf von Vendôme, (Haus Preuilly)
  2. Geoffroy III. († 1140/45), 1110 Vizegraf von Châteaudun, 1134 Herr von Mondoubleau
    1. Hugues IV. († wohl 1180), 1145 Vizegraf von Châteaudun
      1. Geoffroy IV. († 1176), 1175 Vizegraf von Châteaudun
      2. Hugues V. Callidus († vor 1191), 1176 Vizegraf von Châteaudun
        1. Geoffroy V. († bald nach 1218), 1191 Vizegraf von Châteaudun
          1. Geoffroy VI. († 6. Februar 1250), nach 1218 Vizegraf von Châteaudun
            1. Clémence († vor 1. Februar 1259), Vizegräfin von Châteaudun, ⚭ vor 1253 Robert de Dreux († 1265), Herr von Beu, Vizegraf von Châteaudun (Haus Frankreich-Dreux)
            2. Jeanne, 1260/65 Herrin von Château-du-Loir; ⚭ I) Jean I. de Montfort († 1249) (Haus Montfort-l’Amaury); ⚭ II) Jean d’Acre (1227–1296), Großmundschenk von Frankreich Haus Brienne)

    2. Mahaut († 26. Juni 1158); ⚭ Matthieu II. (1110/74 bezeugt), Graf von Beaumont-sur-Oise (Haus Beaumont-sur-Oise)